# Давидов Захар Давидович
Захар Давидович Давидов (нар. 30 травня 1945 року, Київ) — радянський, ізраїльський і канадський історик літератури, доктор філософії (1995), професор (1999), головний редактор наукового славістичного журналу Toronto Slavic Quarterly (2001).

## Біографія
Захар Давидов народився 30 травня 1945 року у Києві. 1969 року Захар Давидович закінчив Київський інженерно-будівельний інститут, працював за спеціальністю, паралельно займаючись вивченням життя та творчості Максиміліана Волошина (з 1977 року). У СРСР брав участь у підготовці та публікації кількох книг творчої спадщини М. А. Волошина.
1991 року — репатріювався до Ізраїлю. Після приїзду до Ізраїлю було запрошено до докторантури Кафедри славістики Єврейського університету в Єрусалимі. Тема дисертації: «Біографія М. А. Волошина. Ранній період життя та творчості» (1995). Член Спілки ізраїльських письменників (1994). Працював на Кафедрі славістики Університету Ліон-3 (1997). З 1999 року викладає в Upper Canada College та на Кафедрі славістики університету Торонт. Курси: CONTEMPORARY RUSSIAN LITERATURE, LITERARY SCANDALS IN 20TH CENTURY RUSSIA, STUDIES IN RUSSIAN LITERATURE AND CRITICISM IN THE 18TH CENTURY, ін. brary (з 2002 року).
Зібрання З. Д. Давидова «Все про Волошина», що включає автографи, акварелі, прижиттєві видання поета і художника, експонувалося в Музеї Києва, Київському літературному музеї, бібліотеках Ліона і Торонто.

## Напрям досліджень

### Книги
- Все даты бытия/ Максимилиан Волошин. Москва: Вагриус, 2004, 352 с. Тираж — 5 000. (совм. В. Купченко)
- «И голос мои — набат»: о книге М. А. Волошина. «Демоны глухонемые» / совм С. М. Шварцбанд (Studi slavi / Dipartimento di linguistica, Universita degli studi di Pisa; no. 7). Pisa: ECIG, 1997. 136 с. Тираж не обозначен.[3]
- Крым Максимилиана Волошина. Киев: «Мистецтво», 1994. 366 с. (совм. В. Купченко)
- Избранное: стихотворения, воспоминания, переписка / Максимилиан Волошин. Минск: Мастацкая литература, совм. В. Купченко 1993. 478 с. Тираж 90 000.
- Автобиографическая проза. Дневники / Максимилиан Волошин. Москва: Книга, совм. В.Купченко 1991. 413 с. Тираж 30 000.
- Стихотворения, статьи, воспоминания современников / Максимилиан Волошин. Москва: Изд-во Правда, совм. В.Купченко 1991. 478 п. Тираж 100 000.[4]
- Коктебельские берега / Максимилиан Волошин. Симферополь, 1990, 248 с. Тираж 65 000.
- Воспоминания о Максимилиане Волошине. Москва: Сов. писатель, совм. В.Купченко 1990. 717 с. Тираж 50 000.[5][6]
- Путник по вселенным / Максимилиан Волошин. Москва: «Сов. Россия», совм. В.Купченко 1990. 380 с. 2 издания. Общий тираж — 200 000.
- Средоточие всех путей / Максимилиан Волошин. Москва, Московский рабочий, совм. В.Купченко. 1989, 605 с. Тираж 100 000.

### Публікації
Друкується з 1984 року (перша стаття — журнал «Литературное обозрение», № 3 за 1984 рік). Численні публікації у російських, європейських, північноамериканських наукових та літературно-художніх журналах. Серед них:
- Gogol in Canada (Translations, academic studies, theatre) — TSQ-30, Fall 2009
- A Lucky Man — Russian Life, May/June 2007, pp. 28–37[7]
- Максимилиан Волошин — новое прочтение — Modernites Russes 7, Centre d'Etudes Slaves Andre Lirondelle, University Jean-Moulin, Lion, 2007, pp. 353–359
- Мессианские идеи в поэзии Максимилиана Волошина — Jews and Slavs, vol. 14, The Hebrew University of Jerusalem, 2005, pp. 248–254
- M.A.Voloshin's «The Destiny of Lev Tolstoy» — Tolstoy Studies Journal, vol. XII, 2000, pp 71–78
- Trois letters de Biarritz — Slavica occitania, Toulouse, 7, 1998, pp. 115–127
- Максимилин Волошин: «Подвиг Иуды в его позоре и поругании» — Страницы 2, Иерусалимский институт Ван-Лир, Иерусалим, 1993, c. 106—111

### Редагування
- Jews and Slavs. Vol. 5 — Jerusalem, Co-editors W. Moskowich, S. Schvartsband, L. Finberg,1996.
- Основатель и главный редактор научного славистического журнала Toronto Slavic Quarterly и книжной серии Toronto Slavic Library. В 2002—2019 гг. опубликованы 70 номеров журнала[8], три ежегодника и семь книг, среди них:
- Самуил Шварцбанд «Пушкин: правда вымысла» — Toronto: University of Toronto (Toronto Slavic Library. Volume 4), 2012, 288 с.
- Аркадий Штейнберг. Вторая дорога. Стихотворения. Поэмы. Графика. — Русский импульс, Москва, — The University of Toronto (Toronto Slavic Library. Volume 3), 2007.
- Р. Д. Тименчик. Анна Ахматова в 1960-е годы — М.: Водолей Publishers; Toronto: University of Toronto (Toronto Slavic Library. Volume 2), 2005, 784 c.
- Le Studio Franco-Russe by prof. Leonid Livak — Toronto: University of Toronto (Toronto Slavic Library. Volume 1), 2005, 784 c.
- Вадим Перельмутер. Пушкинское эхо. Записки. Заметки. Эссе Минувшее — Toronto Slavic Library. «Пилотный проект». Москва — Торонто. 2003 , 512 с.